# Новотроицкое (Костанайская область)
Новотроицкое (каз. Новотроицк) — село в Карабалыкском районе Костанайской области Казахстана. Административный центр Новотроицкого сельского округа. Находится примерно в 39 км к северо-западу от районного центра, посёлка Карабалык. Код КАТО — 395049100.
Неподалёку от села расположены озёра Шубарколь и Сасыкколь, в 8 км к югу — Актас.
В селе родился Герой Советского Союза Пётр Надеждин.

## Население
В 1999 году население села составляло 1499 человек (732 мужчины и 767 женщин). По данным переписи 2009 года, в селе проживало 978 человек (480 мужчин и 498 женщин).